# Brahmeaue
Brahmeaue este o arie protejată (arie specială de conservare — SAC, sit de importanță comunitară — SCI) din Germania întinsă pe o suprafață de 102 ha, integral pe uscat.

## Localizare
Centrul sitului Brahmeaue este situat la coordonatele 50°54′43″N 12°08′40″E / 50.9119°N 12.1444°E.

## Înființare
Situl Brahmeaue a fost declarat sit de importanță comunitară în septembrie 2000 pentru a proteja 17 specii de animale. Situl a fost protejat și ca arie specială de conservare în iulie 2008.

## Biodiversitate
Situată în ecoregiunea continentală, aria protejată conține 3 habitate naturale: Lacuri eutrofice naturale cu vegetație de tip Magnopotamion sau Hydrocharition, Cursuri de apă de la nivel de câmpie la nivel montan, cu vegetație Ranunculion fluitantis și Callitricho-Batrachion, Fânețe de joasă altitudine (Alopecurus pratensis, Sanguisorba officinalis).
La baza desemnării sitului se află mai multe specii protejate:
- păsări (15): lăcar mare (Acrocephalus arundinaceus), ciocârlie-de-câmp (Alauda arvensis), rață cârâitoare (Anas querquedula), fâsă de luncă (Anthus pratensis), șorecarul comun (Buteo buteo), erete de stuf (Circus aeruginosus), lăstun de casă (Delichon urbicum), vânturel roșu (Falco tinnunculus), Gallinula chloropus chloropus, frunzăriță galbenă (Hippolais icterina), rândunică (Hirundo rustica), sfrâncioc roșiatic (Lanius collurio), codobatura galbenă (Motacilla flava), Rallus aquaticus aquaticus, Tachybaptus ruficollis ruficollis
- mamifere (1): vidră de râu (Lutra lutra)
- nevertebrate (1): Osmoderma eremita Complex

Pe lângă speciile protejate, pe teritoriul sitului au mai fost identificate 1 specie de plante, 2 specii de păsări, 1 specie de amfibieni, 6 specii de mamifere, 28 de specii de nevertebrate, 2 specii de reptile.